# 社会主义挑战
社会主义挑战（英語：Socialist Challenge）是加拿大的一个已不存在的托洛茨基主义组织。
1980年代初，第四国际加拿大支部革命工人联盟追随美国社会主义工人党，逐渐疏远第四国际，并将一些不同意此做法的成员开除出党。此后，被开除出党的革命工人联盟前成员建立了多个新的组织。1986年，这些组织重组为争取社会主义行动联盟。1988年，该组织改名为“社会主义挑战”。社会主义左翼是该组织在魁北克省的姐妹组织。该组织一开始是第四国际的同情组织，在1980年代末革命工人联盟退出第四国际后，该组织成为新的第四国际加拿大支部。1994年，该组织发生严重分裂，一些成员另组社会主义行动。1996年，该组织加入新社会主义组织，作为后者的一个内部派别继续存在。1999年，该组织解散，其成员转而建立“新社会主义组织第四国际干部会议”。2017年，新社会主义组织第四国际干部会议解散。